# Energía renovable en Escocia

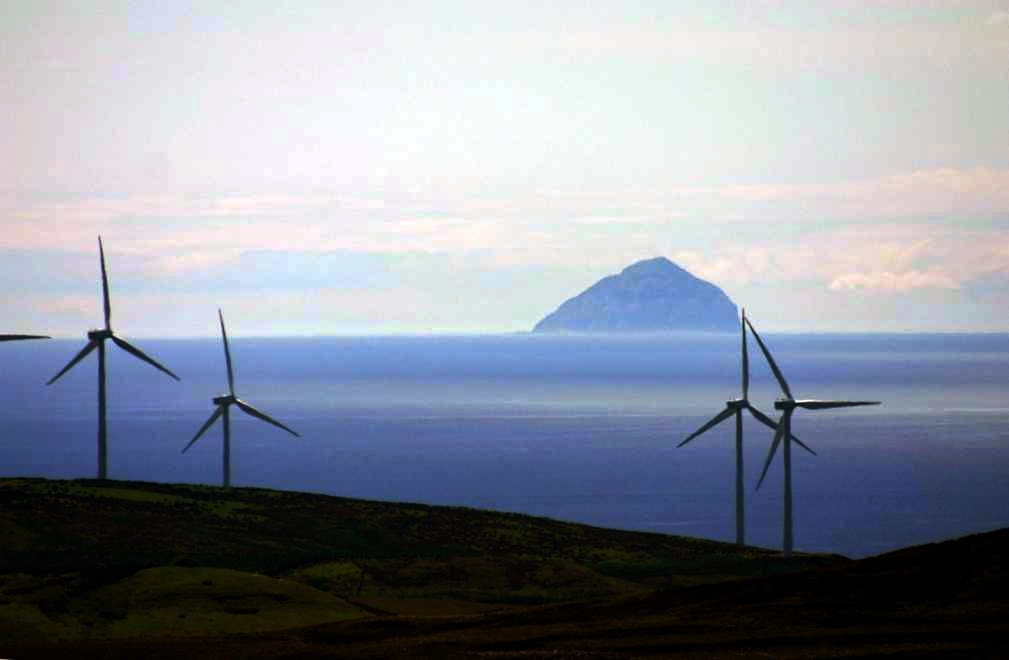
El viento, las olas y la marea constituyen más del 80% del potencial de las energías renovables de Escocia.

La producción de energía renovable en Escocia es un tema que ha pasado a un primer plano en términos técnicos, económicos y políticos durante los primeros años del siglo XXI. Las fuentes de recursos naturales para la energía renovable son extraordinarias dadas las energías renovables en la Unión Europea y de acuerdo a estándares globales, siendo las más importantes el viento, las olas y la marea.
A finales del segundo trimestre de 2014, había 7 083 megavatios (MW) de capacidad instalados de producción eléctrica renovable en Escocia, un incremento del 10.5% (o 671 MW) desde finales del segundo trimestre de 2013. La generación de electricidad renovable en Escocia en 2013 fue de 16 974 GWh, un 16.4% más que en 2012. En este año, el 40.3% de la electricidad de Escocia provino de fuentes renovables. La generación de energía renovable en Escocia constituye aproximadamente el 32% de la generación de energía renovable total en el Reino Unido (frente al 36% del 2012). En ese mismo año, Escocia exportó más del 26% de lo generado.
Las continuas mejoras en el campo de la ingeniería y la economía están permitiendo un mayor aprovechamiento de los recursos renovables. Los temores al alza del pico petrolero y a los efectos del cambio climático han impulsado el tema; colocándolo en los primeros lugares de la agenda política y fomentando también el uso de biocombustibles. Aunque las finanzas de muchos proyectos siguen siendo ya sea especulativas o dependientes de los incentivos del mercado, es probable que haya habido un cambio significativo y, seguramente, a largo plazo, en el apuntalamiento económico.
Además de los incrementos previstos tanto en la capacidad de generación a gran escala como en microsistemas que utilizan fuentes renovables, se están investigando varios programas relacionados con la reducción de las emisiones de CO2. A pesar de que existe un importante apoyo de los sectores público y privado (y sectores dirigidos por la sociedad), existe la preocupación sobre el impacto de las tecnologías en el entorno natural. Así mismo, se presenta un debate político sobre la relación entre el emplazamiento, la propiedad y el control de estos recursos de amplia distribución.

## Desarrollo del potencial
Las fuentes de recursos naturales para la energía renovable son extraordinarias de acuerdo a energías renovables en la Unión Europea e incluso de acuerdo a estándares globales. Además de tener una capacidad instalada de producción de energía hidráulica de 1.3 gigavatios (GW), Escocia tiene un potencial de energía eólica estimado de 36.5 GW y un potencial de energía mareomotriz de 7.5 GW, el 25% de la capacidad total estimada para la Unión Europea y un potencial de energía undimotriz de hasta 14 GW, el 10% de la capacidad de la UE. La capacidad de generación de electricidad renovable puede ser de 60 GW o más, una cantidad considerablemente mayor que los 10.3 GW, la capacidad existente de todas las fuentes de combustible escocés. Escocia superó su objetivo de energía renovable establecido en 2007, ya que el 31% de la generación total de energía provino de fuentes renovables para el 2011, y la meta de 2020 para la cuota de renovables de generación de electricidad total se ha elevado del 50% al 100%.
En enero de 2006 el total de la capacidad de generación eléctrica a partir de todas las formas de energía renovable fue menos de 2 GW, alrededor de una quinta parte de la producción eléctrica total en el Reino Unido. En enero de 2007 la capacidad de energía eólica, que había estado creciendo rápidamente, llegó a 1 GW de capacidad, y el total de energías renovables ha crecido por encima de 2.3 GW. En agosto de 2009 la capacidad de energía eólica fue una fracción por debajo de 1.5 GW y la capacidad total de las energías renovables había superado los 3.1 GW. A mediados del 2011, estas cifras fueron de 2.76 GW y 4.6 GW, respectivamente.
En 2012, más del 40% de la electricidad de Escocia provenía de energías renovables, y Escocia aportó casi el 40% de la producción de energías renovables en el Reino Unido. A finales de 2012, había 5 801 megavatios (MW) de capacidad instalada de electricidad renovable en Escocia, un incremento del 20.95% (1.005 MW) a finales de 2011. La generación de electricidad renovable en el año 2012 fue un récord de 14 756 GWh, un aumento del 7.3% en 2011, el año récord anterior para la salida de las energías renovables. La mayor parte de la producción de electricidad se obtiene a partir del gas y el petróleo. Las cifras de 2002 que aparecieron en RSPB Scotland et al. (2006) son, gas 34%, aceite 28%, carbón (18%) y energía nuclear (17%), las energías renovables (principalmente hidroeléctrica) con un 3%, previo al crecimiento sustancial de la producción de energía eólica. Hay que tener en cuenta que la producción de electricidad es sólo una parte del presupuesto total de uso de la energía. En 2002 Escocia consumió un total de 175 teravatios-hora (TWh) de energía en todas sus formas, un 2% menos que en 1990. De esta cantidad, sólo el 20% se consumió en forma de electricidad por los usuarios, la mayor parte de la energía utilizada proviene de la quema de aceite (41%) y gas (36%).
La industria de la energía renovable proporciona más de 11 500 puestos de trabajo en Escocia, según un estudio de 2013 realizado por Scottish Renewables. Sin embargo, un estudio realizado en el 2011 por 4 empresas de consulta concluyó que probablemente hubo una pequeña pérdida neta de puestos de trabajo en este país a partir del apoyo gubernamental a la energía renovable. Se estima que la industria de la energía eólica podría crear entre 300 y 2 200 empleos a largo plazo para el año 2020. Con 20 GW de proyectos en marcha para energías renovables, este sector tiene el potencial para crecer rápidamente y así poder crear más puestos de trabajo en los próximos años en dicha región. Glasgow, Fife y Edimburgo son centros clave de desarrollo de la energía eólica marina y las industrias emergentes de energía generada por el oleaje y energía generada por las mareas se centran alrededor de las Tierras Altas de Escocia y las islas. La creación de empleo rural está siendo apoyada por los sistemas de bioenergía en áreas como Lochaber, Moray (Escocia) y Dumfries, y Galloway.
Escocia tiene también cantidades importantes de depósitos de combustible fósil, incluyendo el 62.4% de las reservas comprobadas de la UE de aceite, el 12.5% de las reservas probadas de la UE de gas y el 69% de las reservas de carbón del Reino Unido. No obstante, el Gobierno de Escocia ha establecido objetivos ambiciosos para la producción de energía renovable. En 2005 el objetivo era que el 18% de la producción de electricidad de Escocia se generara por fuentes renovables para el año 2010, llegando a un 40% en 2020. En 2007 este último porcentaje se incrementó a 50% para el año 2020, con un objetivo intermedio de 31% para el 2011. En el año siguiente se dieron a conocer los nuevos objetivos para reducir las emisiones globales de gases de efecto invernadero en un 80% para el año 2050 y estos objetivos fueron confirmados en el Plan de Entrega de Cambio Climático de 2009. Maf Smith, director de la Comisión de Desarrollo Sustentable en Escocia, dijo: “Los gobiernos de todo el mundo están evitando tomar las medidas necesarias. El gobierno escocés debe elogiado por su intención de liderar el camino”.
Un motivo importante que promueve estos objetivos es la creciente preocupación internacional por el cambio climático inducido por la actividad del hombre. La propuesta de la Comisión Real sobre Contaminación Ambiental de que las emisiones de dióxido de carbono deben reducirse en un 60% se incorporó en el Libro Blanco de la Energía del gobierno del Reino Unido de 2003. El Informe Stern en 2006 propuso una reducción del 55% en 2030. El reciente grupo intergubernamental de expertos sobre cambio climático en el Cuarto Informe de Evaluación del Cambio Climático ha aumentado aún más el perfil de la cuestión.

## Energía hidroeléctrica

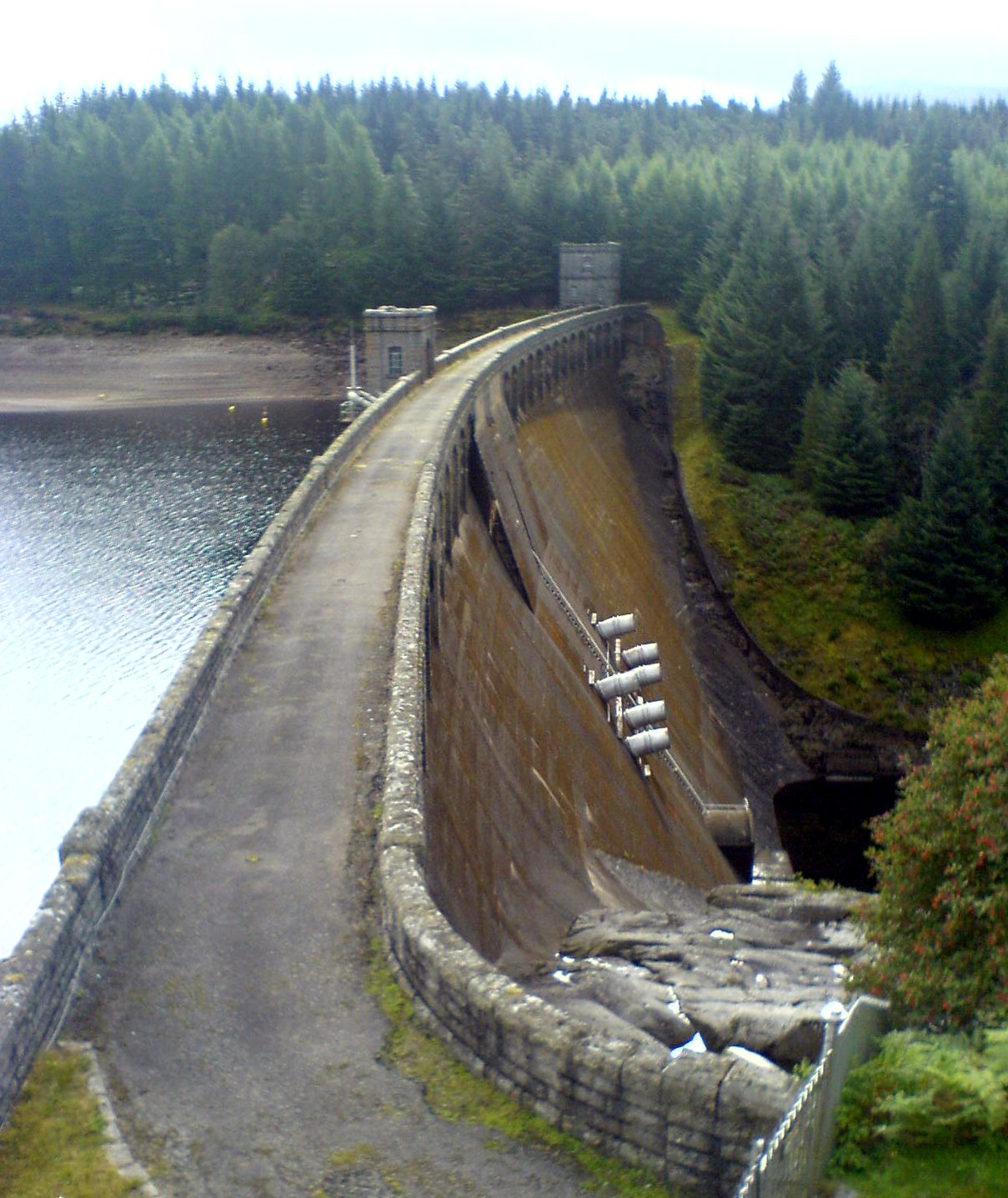
Una típica presa hidráulica de las Tierras Altas de Escocia en Loch Laggan.

Escocia tiene el 85% de los recursos de energía hidráulica en el Reino Unido, muchos de ellos desarrollados por el comité hidroeléctrico del norte de Escocia en la década de 1950. El “Hydro Board”, que trajo la “energía de las cañadas”, era una industria nacionalizada que fue privatizada en 1989 siendo actualmente parte de la compañía Scottish and Southern Energy plc.
La capacidad actual es de 1.33 GW e incluye importantes novedades como el esquema Breadalbane 120 MW y el sistema Tummel que genera un total de 245 MW. Varias de las plantas hidroeléctricas de Escocia fueron construidas para alimentar la industria de la fundición de aluminio. Estas fueron construidas en varios “esquemas” de estaciones vinculadas cubriendo cada una un área de captación, por lo que la misma agua puede generar energía varias veces a medida que desciende. Numerosos valles estrechos remotos fueron inundados por estos esquemas dentro de los cuales, los más grandes involucraban túneles a través de montañas así como represa de ríos. Emma Wood, la autora de un estudio de estos sistemas pioneros escribió:

Oí hablar de granjas y aldeas inundadas, de la ruina de la pesca del salmón y cómo Inverness desaparecería si los diques cedieran tierra adentro. Me dijeron de las grandes vetas de cristal que encontraron cuando estaban construyendo los túneles a gran profundidad bajo las montañas.

Se estima que siguen estando disponibles para ser explotados otros 1.2 GW de capacidad, sobre todo en la forma de micro y pequeñas hidroeléctricas como la existente en Knoydart y un sistema de planificación previsto para Kingussie. En realidad, debido a las limitaciones medioambientales y al hecho de que las zonas de captación más fácilmente disponibles ya han sido explotadas, es poco probable que vayan a ser aprovechados (explotados) los 1.2 GW en su totalidad. También hay más potencial para las plantas tipo central hidroeléctrica reversible (en la actualidad se utiliza para satisfacer la demanda pico) que funcionan con fuentes intermitentes de energía como el viento y el oleaje. Los ejemplos incluyen: la Presa Cruachan, capaz de generar 440 MW y las Cascadas Foyers, con capacidad total de 300 MW. El proyecto hidroeléctrico Glendoe de 100 MW que se inauguró en 2009 fue la primera planta a gran escala construida en Escocia en casi 50 años, pero es probable que sea una de las últimas de su clase. Un informe de 2011 calculó que la capacidad de almacenamiento por bombeo hidroeléctrico podría suministrar 2.8 GW de electricidad durante 5 horas y luego bajar a 1.1 GW y quedarse sin agua en 22 horas. El informe concluyó que, incluso con la proyección de nuevas plantas en Loch Ness y Loch Sloy, el almacenamiento por bombeo no sería capaz de reemplazar a la electricidad eólica durante periodos sin viento prolongados.

## Energía eólica

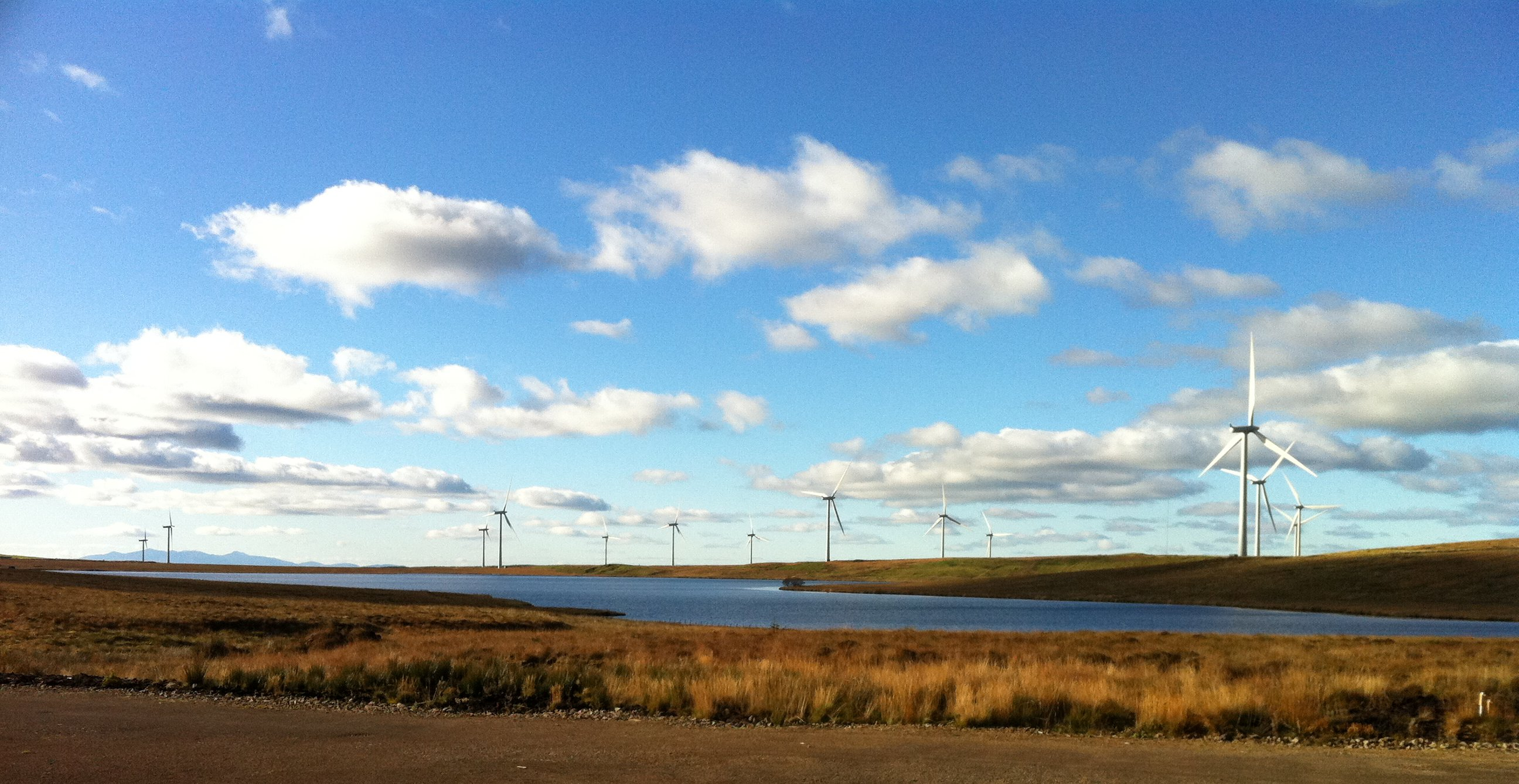
Parque eólico Whitelee con la isla de Arran en el fondo.

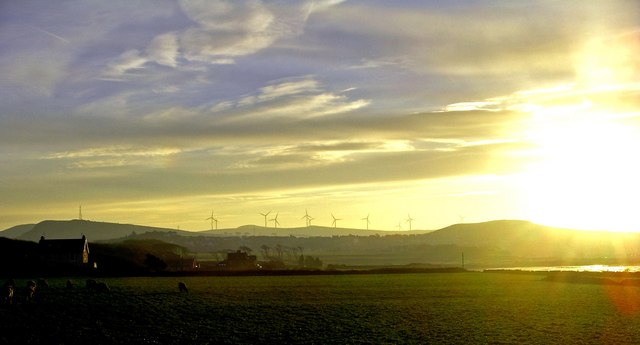
Parque eólico Adrossan de Portencross justo después de amanecer.

La energía eólica en Escocia es la tecnología de energía renovable de más rápido crecimiento del país, con una capacidad instalada de 2 574 MW a partir de abril de 2011. El parque eólico marino de Robin Rigg es un desarrollo capaz de producir 180 MW de energía renovable; terminado en abril de 2010, es el primer parque eólico en plataforma marítima de Escocia y está situado en el estuario de Solway. El parque eólico más grande del Reino Unido en la costa (con una capacidad total de 539 MW) está situado en Whitelee en el este de Renfrewshire. El parque eólico Clyde, que una vez en funcionamiento tendrá una capacidad total de 548 MW, se encuentra cerca de Abington al sur de Lanarkshire, Escocia, y una vez terminado será el mayor parque eólico terrestre de Europa. En el fiordo Moray se encuentran dos grandes turbinas eólicas (de 5 MW cada una). Hay muchos otros parques eólicos terrestres de gran extensión incluidos algunos que son de propiedad comunitaria.
El emplazamiento de las turbinas se ha convertido algunas veces en un tema polémico, pero las encuestas han mostrado en general un alto nivel de aceptación para la energía eólica en Escocia. Los promotores de parque eólicos a veces ofrecen los “fondos de beneficio comunitario” para ayudar a las personas que viven junto a los parques eólicos a solucionar cualquier inconveniente que se presente por el hecho de vivir junto a un parque eólico. Hay grandes posibilidades de expansión especialmente en el mar (a poca distancia de la costa) dado el alto promedio de las velocidades del viento, por lo que se han planeado una serie de grandes parques eólicos alejados de la costa.
Se estima que existe un potencial eólico en tierra de 11.5 GW, lo suficiente para proporcionar 45 TWh de energía. Más del doble de esta cantidad existe en los lugares en ata mar donde el promedio de las velocidades del viento son mayores que en tierra. El potencial total de alta mar se estima en 25 GW, que aunque resulta más caro de instalar, podría ser suficiente para proporcionar casi la mitad de la energía total que se utiliza en Escocia. En enero de 2010 se anunciaron proyectos para aprovechar hasta 4.8 GW del potencial en el [estuario interior de Mora]y [estuario de Forth]. Las compañías Moray Offshore Renewables (Moray Offshore de energías renovables) y SeaGreen Wind Energy (SeaGreen de energía eólica) se adjudicaron contratos de desarrollo por el Estado de la Corona como parte de una amplia iniciativa del Reino Unido. También en 2010 se mantuvieron conversaciones entre el gobierno escocés y la compañía Statoil de Noruega con el fin de desarrollar un parque eólico flotante de 5 turbinas que se ubicaría posiblemente cerca de Fraserburgh.

## Energía del oleaje

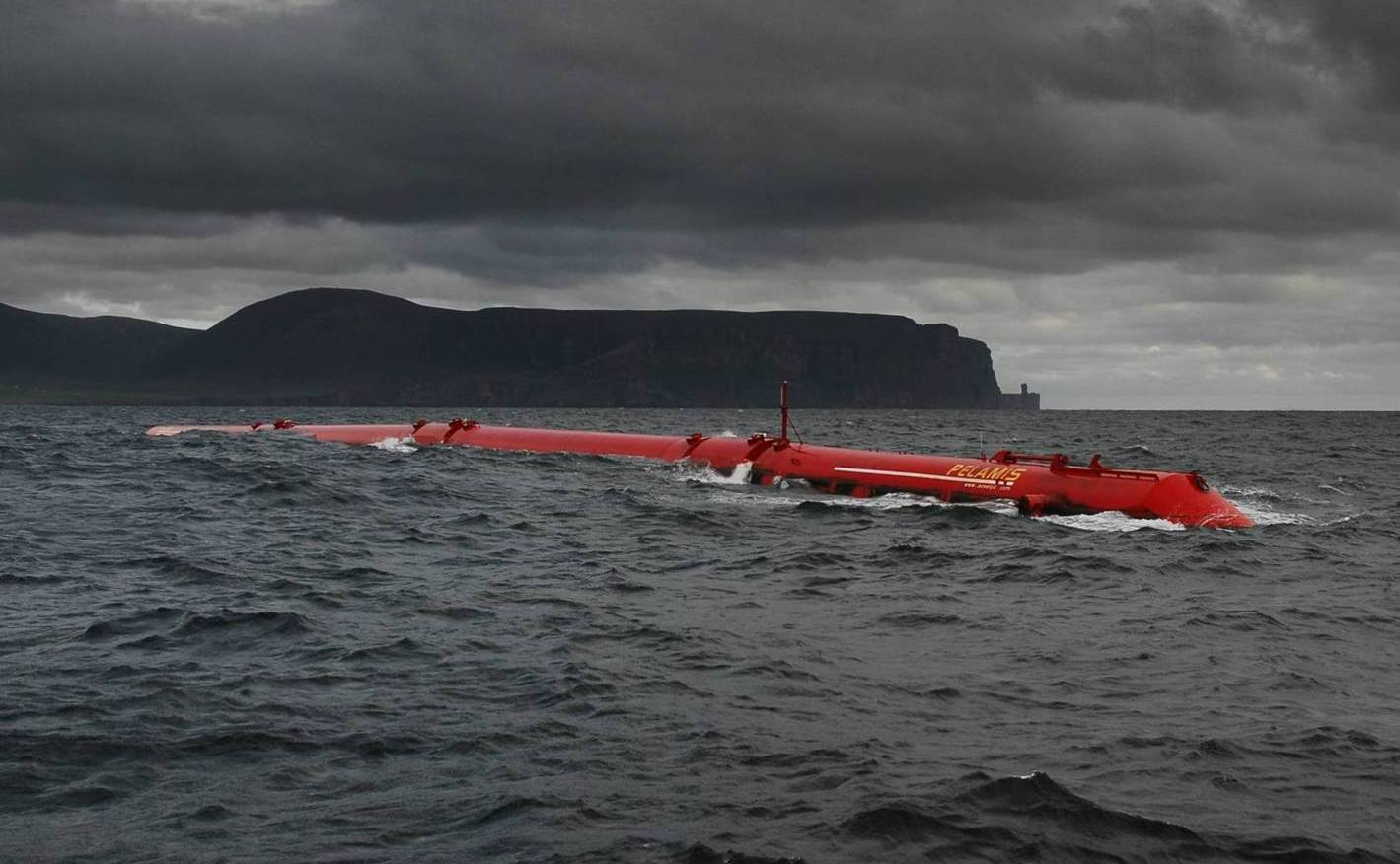
Convertidor de energía de olas Pelamis en el centro marino de pruebas EMEC.

En la actualidad se están desarrollando varios sistemas con el objetivo de aprovechar el enorme potencial disponible de la energía undimotriz en las costas de Escocia. Pelamis Wave Power (anteriormente Ocean Power Delivery) es una compañía con sede en Edimburgo cuyo convertidor de energía de olas Pelamis ha sido probado fuera de las islas Orcadas y Portugal. Su segunda generación de máquinas Pelamis P2 tiene 180 metros (591 pies) de largo y 4 metros (13.1 pies) de diámetro. Cinco tubos unidos entre sí por bisagras articuladas flotan semi-sumergidos en la superficie del océano moviéndose uno respecto del otro en forma de ondas transmitiéndose a lo de largo la longitud de la máquina. Este movimiento es contrastado por cilindros hidráulicos que accionan generadores de la máquina para producir electricidad. Proyectos futuros de parques de olas alrededor de Escocia podrían implicar un arreglo de máquinas 1 MW interconectadas, conectadas a su vez a tierra por un cable de transmisión submarina.
Otra propuesta fue utilizada por el convertidor de energía LIMPET (por sus siglas en inglés para Transformador de Energía Marina Instalado en Tierra): un sistema que tiene una producción máxima de 500 kW y que fue instalado en la isla de Islay por la empresa Wavegen Ltd. Se encuentra instalado en tierra y genera energía cuando las olas corren por la playa creando presión en el interior de una columna de agua oscilante inclinada. Esto a su vez genera energía neumática que acciona dos turbinas de 250 kW de potencia cada una. Islay LIMPET fue inaugurado en 2001 y fue el primer dispositivo de energía de las olas a escala comercial en el mundo. En marzo de 2013 Voith Hydro decidió cerrar Wavegen y eligió concentrarse en proyectos de energía mareomotriz.
El financiamiento para la primera planta de generación de energía a través de las olas en el Reino Unido fue anunciado el 22 de febrero de 2007 por el entonces Poder Ejecutivo Escocés. Será la mayor del mundo, con una capacidad de 3 MW generada por 4 máquinas Pelamis a un costo de más de 4 millones de libras. Los fondos son parte de un nuevo paquete de financiamiento de 13 millones de libras para proyectos de energía marina en Escocia que también apoyará el desarrollo de los sistemas Oyster de Aquamarine Power y PowerBuoy de Ocean Power Technologies, de los dispositivos de ondas submarinas de AWS Ocean Energy, el dispositivo rotor flotante 1.2 MW de ScotRenewables, planes para las marejadas de Cleantechcom para las barreras de Churchill entre varias de las islas Orcadas, las turbinas de anillo de Open Hydro, y otros desarrollos en el sistema Wavegen propuestos por Lewis, así como otros 2.5 millones de libras para el Centro Europeo de Energía Marina (EMEC por sus siglas en inglés) con sede en las Orcadas. Se trata de un centro de investigación respaldado por el Poder Ejecutivo Escocés que ha instalado un sistema de prueba de onda en Billia Croo en las Orcadas y una estación de ensayos de energía mareomotrizen la cercana isla de Eday. En la apertura oficial del proyecto Eday el emplazamiento fue descrito como: “el primero en el mundo de su tipo creado para proporcionar a los promotores de dispositivos de energía de las olas y las mareas un centro especialmente diseñado de pruebas de rendimiento”.
El proyecto Siadar de Energía de las Olas fue anunciado en 2009. Fue un proyecto en el que participaron las empresas Npower Renewables y Wavegen y el objetivo fue la instalación de una planta de 4 MW de capacidad en un lugar a 400 metros de la orilla de la bahía de Siadar en Lewis. However in July 2011 holding company RWE announced they were withdrawing from the scheme, and Wavegen are seeking new partners. Sin embargo, en julio de 2011 la compañía RWE anunció que se retiraba del proyecto y Wavegen está buscando nuevos socios. A principios de 2010 se establecieron dos áreas para el desarrollo substancial de energía eólica marina, en la cuenca del fiordo Moray y al extremo del fiordo de Forth. Poco después el gobierno asignó 11 lugares más que esperaban beneficiarse de la construcción de hasta 8 000 aerogeneradores marinos para el año 2020. Estos lugares incluían entre otros a Campbeltown y Hunterston, cuatro lugares o áreas utilizadas anteriormente para las plataformas petroleras (o obtención de petróleo) en alta mar, Ardersier, Bahía de Nigg, Arnish y Kishorn y cinco lugares de la costa este de Peterhead a Leith. En mayo de 2010 EMEC puso en marcha la máquina “Vagr Atferd P2” de Pelamis con 750 kW de capacidad para las pruebas. El dispositivo pesa 1 500 toneladas y tiene 180 metros de largo.

## Energía de las mareas

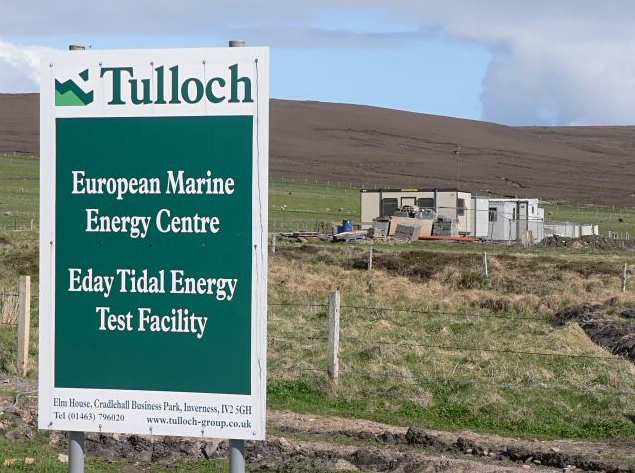
Centro Europeo Marino de Energía Mareomotriz en Eday en construcción.

A diferencia de la energía eólica y la energía de las olas, la energía mareomotriz es una fuente inherentemente predecible. Sin embargo, la tecnología está en su infancia y numerosos dispositivos se encuentran en etapas de prototipo. Hoy en día se sabe que una torre tubular de altura con tres aspas unidas a él es el perfil típico de una turbina de viento, pero hace 25 años había una amplia variedad de diferentes sistemas que se estaban probando. Esta es la situación actual en relación con la energía mareomotriz. Algunos sistemas capturan la energía de las mareas en dirección vertical. La marea sube y eleva el nivel de agua en una cuenca. Cuando baja la marea, el agua en la cuenca se descarga a través de una turbina. El poder de la corriente de marea captura energía a partir del flujo de las mareas, normalmente utilizando la planta bajo el agua que se asemeja a una pequeña turbina de viento. Un ejemplo es el dispositivo SeaGen de 1.2 MW, de la empresa Marine Current Turbines, en Strangford Lough en Irlanda del Norte, que es la mayor turbina mareomotriz en el mundo. Hasta la fecha la única planta instalada de energía mareomotriz es la Central de Energía Mareomotriz del estuario del río Rance en la región de Bretaña. Con una potencia de generación total de 240 MW, está funcionando con éxito desde hace más de 25 años aunque ya hay una serie de proyectos más pequeños por todo el mundo.
El estuario de Pentland Firth entre las islas Orcadas y la Escocia continental ha sido descrito como la “Arabia Saudita de la energía mareomotriz” y puede generar hasta 10 GW, aunque una estimación más reciente sugiere un límite superior de 1.9 GW. En marzo de 2010 un total de 10 sitios en el área, capaces de proporcionar una capacidad instalada de 1.2 GW de generación de las mareas y las olas, fueron arrendados por The Crown Estate. Existen otros sitios de fuertes mareas en el archipiélago de las Orcadas que suponen un gran potencial. También ofrecen importantes perspectivas las corrientes de marea en la costa oeste de Kylerhea entre Skye y Lochalsh, el Grey Dog al norte de Scarba, el Dorus Môr fuera de Crinan y el golfo de Corryvreckan.
En agosto de 2010 se dio a conocer en Ivergordon la turbina AK-1000 de Atlantis Resources Corporation que tiene un diámetro de rotación de 18 metros. Se afirma que es la mayor turbina submarina del mundo será puesta a prueba por EMEC (Centro Europeo de Energía Marina) fuera de Eday. En octubre de 2010 MeyGen, un consorcio de Morgan Stanley, Atlantis Resources Corporation e International Power, recibió de Crown Estate un contrato de arrendamiento operativo por 25 años para un proyecto de energía mareomotriz de 400 MW en el Pentland Firth. Sin embargo en 2011 los planes se vieron en problemas cuando los socios noruegos de la empresa Statkraft se retiraron del proyecto. In December 2014, Atlantis announced that onshore construction at the project site for connection to the electricity transmission grid would commence in January 2015. The first power to the national grid is expected to be delivered in 2016.
En el 2010 se anunció que 10 turbinas subacuáticas noruegas HS 1000 de la compañía Hammerfest Strom, con una capacidad de 1000 kW cada una, podrían ser instaladas en el estrecho de Sound of Islay y que la empresa Bifab Arnish había ganado un contrato por 2 millones de libras para construir algunos componentes de las estructuras. En el mes de marzo, este proyecto que se convertiría en el mayor conjunto de energía mareomotriz del mundo, fue aprobado por el Gobierno de Escocia con la instalación de las 10 turbinas subacuáticas previstas para generar energía suficiente para más de 5 000 hogares. El estrecho de Islay ofrece tanto fuertes corrientes como refugio contra tormentas. A finales de 2011 se instaló una sola turbina HS1000 de capacidad 1MW fuera de Eday que es controlada por el EMEC (Centro Europeo de Energía Marina) en la isla de Eday, islas de las Orcadas.
El “primer generador de energía mareomotriz de propiedad comunitaria del mundo” está previsto para Bluemull Sound en Shetland. La turbina es un dispositivo de 30 kW de Nova Innovation que se espera entre en funcionamiento a finales de 2011. En el extremo opuesto del país, el informe de los consultores sobre la posibilidad de un esquema que incluiría la construcción de una presa en Solway, posiblemente al sur de Annan, llegó a la conclusión de que el proyecto “sería costoso y ambientalmente susceptible”. En 2013 se propuso un esquema alternativo utilizando el convertidor de energía marina espectral de VerdErg Renewable Energy para un proyecto que implicaría el uso de un puente a lo largo de la ruta de una línea de ferrocarril abandonada entre Annan y la villa de Bowness-on-Solway.

## Biocombustibles

### Biodiésel
Varias plantas de biodiésel existen actualmente, y aún con la mayoría de la energía proviniendo de fuentes renovables, el interés hacia este tema está creciendo. La compañía Westray Development Trust opera un vehículo impulsado por biodiésel que proviene del aceite vegetal residual de los establecimientos de "fish and chips" de las Orcadas. En una mayor escala, la planta de la compañía Argent Energy and Motherwell, al norte de Lancashire, recicla sebo y aceite de cocina usado para producir 50 millones de litros de biodiésel al año.
El mayor beneficio del biodiésel es la reducción en las emisiones de carbono, aunque el balance de energía de los biocombustibles líquidos es todavía un tema controversial. La investigación está siendo desviada a convertir aceite de colza en biodiésel, y la Directiva para la Promoción del Uso de Biocombustibles y Otros Combustibles Renovables para el Transporte tiene la intención de asegurar que el 5.75% de los combustibles para el transporte en carretera en Europa provenga de fuentes renovables para el 2010. Sin embargo, en el Reino Unido solamente hay suficiente aceite vegetal usado como para contribuir con el 0.38% de la demanda actual de combustibles para el transporte, y aún si las tierras cultivables del Reino Unido fueran destinadas para cosechas de biocombustibles, esto sólo satisfaría el 22% de la demanda requerida para el transporte en carretera. Serias consideraciones con respecto a la ética de crecer cosechas para biodiésel en países en desarrollo y la importación del combustible a Europa han surgido en términos de que pueden llegar a reemplazar cosechas alimentos que son mucho más necesarias. Al mismo tiempo, convertir cualquier sistema de transporte clásico en uno renovable involucra un problema, ya que para que los consumidores puedan utilizarlo la infraestructura debe estar en su lugar, pero altos niveles de consumo serían requeridos para financiar la infraestructura. El desarrollo es, por lo tanto, lento actualmente y los vehículos impulsados por renovables son por mucho la excepción.
Debido a la sesión de crecimiento relativamente corto para las cosechas de azúcar, el etanol no es producido comercialmente como combustible en Escocia. Sin embargo, hay desarrollos entusiastas en la descomposición de celulosa que podrían permitir que el pasto o los árboles sean usado con este fin en el futuro y que pueden resultar en tener menos emisiones de carbonos comparadas con otras técnicas de producción.

### Biogás, digestión anaerobia y gas de vertedero
Biogás, o gas de vertedero (basura), es un biocombustible producido por medio de la etapa intermedia de digestión anaerobia, consistiendo principalmente de producción biológica de metano entre 45-90% y de dióxido de carbono. A principios del 2007, una facilidad de digestión anaerobia termofílica fue comisionada en Stornoway en las Islas Hébridas Exteriores. La Agencia Escocesa para la Protección del Ambiente (SEPA, por sus siglas en inglés) y la Asociación de Energía Renovable están también liderando el camino hacia el establecimiento de un digestato estándar para facilitar el uso de residuos sólidos de digestores en tierra. Facilidades respecto a la digestión anaerobia y tratamiento mecánico biológico han sido planeadas en un gran número de otras localidades en Escocia, como en Westray.
Ha sido reconocido que el biogás (principalmente metano) - producido de la digestión aeróbica de materia orgánica - es potencialmente una materia prima prolífica y valuable. Está estimado que 0.4 GW de la capacidad generada podrías ser dispuestos a partir de residuos agrícolas en Escocia. El Poder Ejecutivo Escocés y la SEPA han fundado siete granjas de prueba en pequeña escala junto con la compañía digestora británica Greenfinch en el suroeste de Escocia. Los vertederos tienen el potencial para generar 0.07 GW a futuro en sitios como el vertedero de Avondale en Falkirk donde ya está se está aprovechando el potencial.

### Biomasa sólida
Un reporte del 2007 concluyó que el combustible proveniente de la madera excedía a la hidroeléctrica y al viento como la fuente de energía renovable con mayor potencial. Los bosques escoceses, los cuales constituían el 60% de la reserva del Reino Unido, fueron previstos de poder proveer hasta 1 millón de toneladas de combustible de madera por año. Se pronosticó que la reserva de energía en forma de biomasa (predominantemente de la madera) en Escocia alcanzaría 450 MW o más, con estaciones de poder que requerirían entre 4 500 y 5 000 toneladas secadas por horno por año por megavatio de capacidad generada. Sin embargo, en 2011 un reporte de seguimiento de la Comisión Forestal y el Gobierno escocés concluyó que: "... no hay capacidad para apoyar la generación de electricidad a partir de la biomasa de plantas y de los recursos de la madera doméstica en un futuro." Un plan para construir una planta de biomasa de 200MW en Edimburgo, la cual tendría que haber importado 83% de su madera fue cancelado por la compañía Ford Energy en el 2012. La compañía energética E.ON ha construido una estación de procesamiento de biomasa de 44MW en Lockerbie usando como fuente cosechas locales mientras que la planta de menor de EPR Westfield en Fife produce 9.8 MW a partir de residuos de pollos como combustible. El Poder Ejecutivo escocés y la Comisión de Silvicultura lanzaron un Plan de Acción de la Biomasa Escocesa en el 2007. El gobierno escocés armó la Estrategia para Apoyar la Biomass Escocesa en 2006 subvencionado con 7.5 millones de libras, monto que luego aumentó a 10.5 millones de libres, para soportar la energía proveniente de la biomasa. 6 millones de libras en subvenciones fueron dispuestos para cuando la estrategia había sido terminada en marzo de 2008 y una revisión de los resultados en 2009 concluyó que la estrategia "había conseguido un éxito limitado en contra de los objetivos iniciales." Un artículo de 2007 de Renew Scotland afirmó que el uso de las calderas de madera automáticas podría ser igual de conveniente que los sistemas centrales de calentamiento. Estas calderas podrían ser más baratas de mantener y, utilizando combustible de madera local, podrían utilizar la menor cantidad de carbón posible al utilizar muy poca energía para su transporte.
También existe potencial para la energía de las cosechas locales como sauces bajo rotación corta o Populus, Miscanthus giganteus, residuos agrícolas como paja y estiércol, y residuos silvícolas. Estas cosechas podrían proveer 0.8 GW de la capacidad generada.

## Micro sistemas

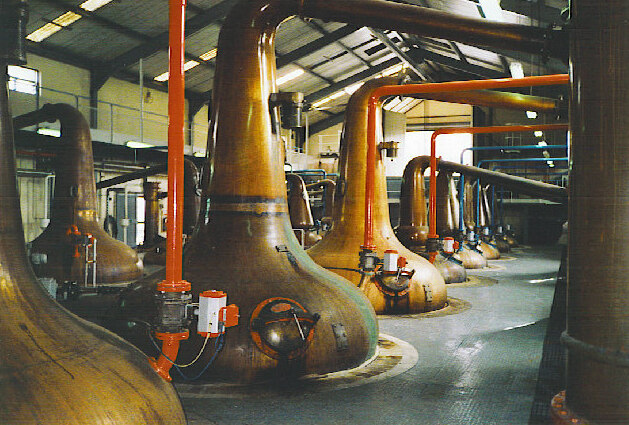
Las destilerías de whisky juegan un papel importante manteniendo los hogares escoceses calientes.

El Fideicomiso para el Ahorro de Energía ha estimado que la microgeneración podría proporcionar un aumento significativo de la demanda de electricidad en el Reino Unido en 2050, aunque sólo una fracción de esto podría provenir de fuentes renovables. En mayo de 2006 el entonces Ministro de Atención Comunitaria Malcolm Chisholm lanzó una nota sobre asesoramiento de planificación dirigido a la promoción de micro renovables. Los proyectos a pequeña escala “wind2heat” que utilizan energía eólica para calentar las casas ya sea a través de calentamiento de agua o un acumulador de calor (calefacción), han demostrado tener éxito en las zonas rurales más remotas, al igual que otros planes locales como las bombas de calor de fuente de aire (aprovechan el aire exterior como fuente de energía).
Las destilerías whisky escocés pueden desempeñar un papel importante a nivel local. La compañía Caithness Heat and Power ha anunciado planes para hacer frente a la escasez de combustible en Wick mediante la utilización de un sistema de cogeneración de astillas de madera, en colaboración con la destilería Old Pulteney en Wick. En la isla de Islay, se calienta una piscina utilizando el calor residual de la destilería Bowmore. En Edimburgo, la escuela secundaria Tynecastle debe estar terminada en 2010, y se calentará por el calor residual de la destilería vecina North British. En 2009, la destilería Cameron Bridge propiedad de Diageo anunció planes para una instalación de 65 millones de libras para generar energía a partir del “lavado” gastado que tiene lugar en el proceso de fabricación y que tendrá como objetivo reemplazar el 95% del uso actual de combustible fósil existente.
También hay un número creciente de sistemas micro-hidroeléctricos en los cursos de agua más pequeños, especialmente en las localidades rurales más remotas.

### La energía solar
| Source: Apricus |

A pesar de Escocia tener un nivel relativamente bajo de horas de sol, los paneles solares térmicos pueden trabajar eficazmente ya que son capaz de producir agua caliente solar incluso con tiempo nublado. La tecnología fue desarrollada en la década de 1970 y está bien establecida con varios instaladores en el lugar, a pesar de que la compañía AES Solar con sede en Forres (que proporcionaron los paneles para el edificio del Parlamento Escocés) es el único fabricante en Escocia.
Desde la introducción de tarifas de alimentación, se ha producido un crecimiento en el volumen de paneles fotovoltaicos instalados que generan electricidad. En 2004 la mayor instalación de Escocia fue un sistema de 21 kWp en la escuela secundaria Sir E. Scott en Tarbert, isla de Harris, aunque desde entonces se han completado sistemas más grandes. El recurso viable del Reino Unido se estima en 7.2 TWh al año, que en el contexto de Escocia equivale aproximadamente a 70 MW o menos de capacidad instalada.
El “sistema de energía de ruta” utiliza tuberías de agua enterradas bajo una capa de asfalto. En el verano, el asfalto oscuro se calienta por el sol que a su vez calienta el agua en las tuberías. Esta agua se puede almacenar en un acuífero subterráneo y el calor se puede extraer en invierno utilizando una bomba de calor. El sistema se puede utilizar para calentar o enfriar las carreteras, manteniéndolas libres de hielo y/o como prevención de ablandamiento debido a un sobre calentamiento. Alternativamente la energía almacenada se puede utilizar para la refrigeración de edificios. El sistema fue desarrollado en los Países Bajos y ha sido autorizado por la empresa Invisible Energy Systems de Ullapool, que ha instalado esta tecnología en sus estacionamientos.

### La energía geotérmica
La energía geotérmica se obtiene aprovechando el calor de la tierra misma. En Escocia, la mayoría de los sistemas proporcionan calefacción por medio de una bomba de calor geotérmica que aporta energía a la superficie a través de obras de tuberías a poca profundidad. Un ejemplo es el proyecto de la calle Glenalmond en Shettleston, que utiliza una combinación de energía solar y geotérmica para calentar 16 casas. Se calienta al agua de una mina de carbón, que se encuentra a 100 metros (328 pies) por debajo del nivel del suelo, con la energía geotérmica y se mantiene a una temperatura de aproximadamente 12 °C (54 °F) durante todo el año. El agua calentada se eleva y se hace pasar a través de una bomba de calor, aumentando la temperatura a 55 °C (131 °F) y entonces se distribuye a las casas proporcionando una fuente de calefacción a los radiadores.
Aunque las bombas no pueden ser alimentadas a partir de fuentes renovables, se puede recuperar hasta cuatro veces la energía utilizada. Los costos de instalación pueden variar entre 7 000 libras y 10 000 libras, y las subvenciones pueden proceder del programa Scottish Community and Householders Renewables Initiative operado por Community Energy Scotland para propiedades domésticas hasta un máximo de 4 000 libras. Tal vez está disponible hasta 7.6 TWh de energía procedente de esa fuente en base anual.
También existe potencial para la producción de energía geotérmica de los campos de petróleo y gas fuera de servicio.

## Otras formas de reducir las emisiones de carbono
Es claro que si las emisiones de carbono deben reducirse, será necesaria una combinación entre el incremento de producción a partir de renovables y un decremento del consumo de energía en general y de combustibles fósiles en particular. En el último frente, Gordon Brown, el entonces Ministro de Hacienda del Reino Unido, anunció en noviembre del 2006 que en una década todas las nuevas casas tendrían que ser del tipo edificio energía cero. Existe una variedad de otras opciones, las mayoría de las cuales pueden afectar el desarrollo de tecnologías renovables incluso si ellas mismas no son vías de producción de energía a partir de renovables.

### Otras opciones de renovables
Varias otras ideas para energía renovable en las etapas tempranas de desarrollo, como la energía maremotérmica, el enfriamiento de aguas profundas de lagos y la energía azul han recibido poca atención en Escocia, seguramente porque el potencial es muy significativo para tecnologías menos especulativas.

### Compensación del carbono
La compensación del carbono involucra individuos u organizaciones que compensen por su uso de combustibles fósiles por medio de financiamiento de proyectos cuyo objetivo es neutralizar el efecto de estas emisiones de carbono. Aunque la idea se ha vuelto popular, la teoría a recibrido serias críticas últimamente.
No obstante, una opción factible podría ser plantar árboles dentro la bioregión local y mantener el bosque en una base permanente y de esta forma inmovilizando la producción a partir de combustibles fósiles. En las condiciones de crecimiento británicas este método puede compensar al carbono a una tasa de 200 toneladas por kilómetro cuadrado en un periodo de 100 años. Por lo tanto, una plantación de 9.89 acre (unidad de superficie) podría compensar 200 toneladas de carbono en 25 años. Esto es equivalente a 10 000 toneladas de dióxido de carbono. El punto débil de esta estrategia es la incertidumbre de si la plantación pudiera haberse dado de cualquier forma y sobre quién, en el futuro, asegurará su permanencia. Sin embargo, es probable que aumente el nivel de credibilidad en un plan a corto plazo que en uno a largo plazo.

### Retos y oportunidades ofrecidos por los no renovables
Las siguientes tecnologías son métodos de reducción de los efectos de las emisiones de carbono y constituyen un aspecto importante del debate energético en Escocia y están incluidas aquí como información complementaria. Es probable que influencien la futura dirección de la comercialización de energías renovables, pero estas no son en sí mismas formas renovables de energía.
Secuestro de carbono: También conocido como captura y almacenamiento de carbono, esta tecnología involucra el almacenamiento de dióxido de carbono (CO2) que un subproducto de procesos industriales a través de su inyección a campos de petróleo. No es una forma de producción de energía renovable, pero puede llegar ser una forma de reducir significativamente el efecto de combustibles fósiles mientras que los renovables son comercializados. Puede significar también un paso intermedio hacia una 'economía de hidrógeno' (ver abajo), lo cual puede o bien permitir desarrollo de renovables en adelante o triunfar en la competencia. La tecnología ha abierto el camino exitosamente en Noruega pero todavía es un concepto relativamente no puesto a prueba.
Tecnología limpia de carbono: Ha sido estimado que será entre 2020 y 2025 cuando alguna estación impulsada por carbón limpio (estaciones que captura y secuestran el carbón que queman para funcionar) sea utilizado a gran escala. Inclusive, algunos han criticado el enfoque de la tecnología limpia de carbono, siendo en el mejor caso una manera de reducir las emisiones de carbono. No es una producción de energía renovable, aunque como captura de carbono ofrece un recto comercial a los desarrolladores de renovables. En 2009, una licencia para probar tecnología de gasificación subterránea de carbono en Fife fue otorgada a Thornton New Energy. Sin embargo, un plan para construir una nueva estación "limpia de carbono" en Hunterston colapsó en el 2009 después de que el financiamiento de dicha planta fuese retirado.
Energía nuclear: El concepto general de energía renovable excluye a la energía nuclear, aunque este argumento ha sido desafiado.
Incineración: Existe una planta incineradora que transforma exitosamente desperdicios en energía en Lerwick en Shetland la cual quema 22 000 toneladas de desperdicios cada año y provee calefacción en el distrito a casi 600 consumidores. A pesar de que estas plantas generan emisiones de carbono a partir de la combustión de material biológico y desechos plásticos (que derivan de combustibles fósiles), reducen también el daño a la atmósfera hecho por la producción de metano en los vertederos de basura. Este es un gas invernadero mucho más dañino que el dióxido de carbono que produce la incineración, aunque otros sistemas que no involucran calefacción a los distritos pueden dejar una huella de carbono similar que la simple degradación de los vertederos.

### Hidrógeno

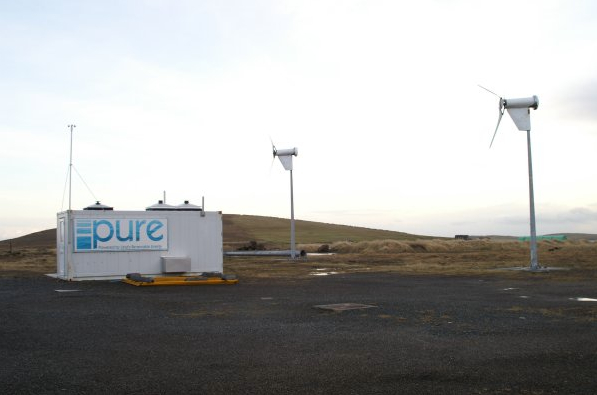
Hypod y molinos de viento en el sitio PURE en Unst.

Aunque el hidrógeno ofrece un significante potencial como una alternativa a los hidrocarburos como acarreador de energía, ni el hidrógeno como tal ni la relacionada tecnología de pila de combustible son fuentes de energía como tales. Sin embargo, la combinación de tecnologías renovables e hidrógeno es de considerable interés para aquellos que buscan alternativas a los combustibles fósiles. Hay muchos proyectos escoceses involucrados en esta investigación, apoyados por la Asociación Escocesa de Hidrógeno y Pila de Combustible (SHFCA, por sus siglas en inglés).
El proyecto PURE en Unst en Shetland es un innovador centro de investigación y entrenamiento que utiliza una combinación de los amplios suministros de viento y pilas de combustibles para crear sistemas híbridos de viento e hidrógeno. Dos turbinas están unidas a una pila de combustibles 'Hypod', la cual provee poder para los sistemas de calefacción, la creación de líquido acumulado hidrógeno líquido y un innovador auto con pila de combustible. El proyecto es en parte propiedad de la comunidad y parte de la asociación Unst que es dirigida por la comunidad misma.
En las islas Hébridas Exteriores un plan para permitir que 10 millones de libras se destinaran para la transformación de una planta de tratamientos de desechos en una planta de hidrógeno fue anunciado en 2006. El Consejo también acordó comprar autobuses alimentados con hidrógeno y espera que la nueva planta, la cual será construida en asociación con el Laboratorio de Investigación de Hidrógeno local, suministrará gasolineras, casas y parques industriales en Arnish.
ITI Energy era una rama de la empresa ITI Scotland y fue establecida con el auge de la fundación de los programas de Investigación y Desarrollo en el sector energético. Es una división de ITI Scotland, la cual también incluye una rama de estudios de ciencias de la vida y comunicación digital. ITI Energy atrajo el proyecto Alterg, una compañía francesa que está desarrollando tecnología para el almacenamiento efectivo de hidrógeno.
En julio del 2008, SHFCA anunció planes para un "corredor de hidrógeno" desde Aberdeen hasta Peterhead. La propuesta involucra autobuses impulsados por hidrógeno a lo largo de la autopista A90 y está apoyada por el Consejo de Aberdeenshire y el Royal Mail. Los aspectos económicos y la aplicación práctica de vehículos de hidrógeno están siendo investigados por la Universidad de Birmingham en Inglaterra.
La "Oficina de Hidrógeno" en Methil busca demostrar los beneficios de la eficiencia energética mejorada y sistemas de energía de hidrógeno y renovables.

## Preocupaciones locales vs. preocupaciones nacionales

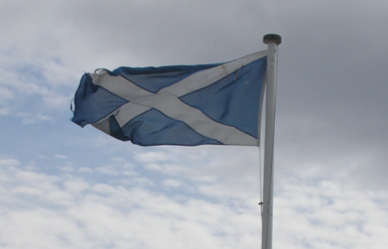
"Una batalla que lanza a los environmentalists contra los conservacionistas."

Una importante característica del potencial de energías renovables en Escocia es que los recursos se encuentran alejados de los principales núcleos de población. Esto no es ni mucho menos por coincidencia. El poder del viento, oleaje y marea en las costas del norte y del oeste y para energía hidroeléctrica en las montañas constituyen un paisaje espectacular, pero las condiciones de vida duras. W.H. Murray describe a las Islas Hébridas como "las islas en la orilla del mar cuando los hombres son recibidos - si son fuertes de cuerpo y tenaces de espíritu."
Este accidente geográfico y climático ha creado varias tensiones. Claramente existe una diferencia significativa entre un equipo de producción de energía renovable de un tamaño modesto que provee a la comunidad de la isla con la energía que necesita y una estación a una escala industrial es la misma localidad que está diseñada para exportar energía a urbanizaciones alejadas. Por lo tanto, los planes para uno de los parques eólicos terrestres más grande del mundo en la isla Hebridean de Lewis han generado un debate considerable. Un tema relacionado es la planeada línea de alto voltaje Beauty - Denny que llevará electricidad a partir de proyectos renovables en el norte y el oeste a ciudades del sur. La cuestión fue sometida a una encuesta pública y ha sido descrita por Ian Johnson de "The Scotsman" como "una batalla que lanza a los environmentalists contra los conservacionistas y compañías energéticas gigantes en contra de los aristócratas dueños del terreno y los jefes del clan. En enero del 2010, Jim Mather, el ministro de Energía, anunció que el proyecto seguiría adelante, no obstante las más de 18 000 objeciones recibidas.
Existe un apoyo considerable para proyectos energéticos a escala comunitaria. Por ejemplo, Alex Salmond, Ministro Principal de Escocia, ha declarado que "podemos pensar en grande mientras actuamos en pequeños" y aspira a que "un millón de hogares escoceses tengan acceso a una fuente renovable de generación de energía, ya sea propia o comunitaria, en 10 años." La ONG John Muir Trust también declaró que "las mejores opciones de energía renovable alrededor de tierra salvaje son a pequeña escala, prudentemente localizadas y adyacentes a las comunidades que se benefician directamente de ellas," aunque inclusive las plantas que son propiedad de las comunidades pueden resultar controversiales.
Un tema relacionado es la posición de Escocia dentro del Reino Unido. Ha sido alegado que las estructuras de precios de transmisión están evaluadas en contra del desarrollo de renovables en Escocia, un debate que resalta el contraste entre el escasamente popular norte de Escocia y las regiones sumamente urbanizadas de norte y sur de Inglaterra. Aunque la huella ecológica de Escocia en Inglaterra es similar, la relación entre esta huella y la capacidad de carga de los países respectivos no lo es. La biocapacidad (una medida del área biológicamente productiva) de Escocia es de 4.52 hectáreas globales por cabeza, un 15% menos que el efecto ecológico actual. En otras palabras, con una diminución del consumo de un 15%, la población escocesa podría vivir dentro de la capacidad productiva de la tierra para mantenerlos. Sin embargo, la huella ecológica del Reino Unido es tres veces más que su biocapacidad, la cual es únicamente de 1.6 hectáreas globales por cabeza, dentro de las más bajas de Europa. Por lo tanto, para conseguir el mismo fin en el contexto del Reino Unido, el consumo debería reducirse en un 66%.
La economía de los países desarrollados es muy dependiente de 'puntos localizados' de fuentes de combustibles fósiles. Escocia, como una región escasamente poblada y con significantes recursos renovables, está en una posición única de demostrar como la transición a una economía energética ampliamente distribuida de bajo uso de carbón puede ser emprendida. Un balance deberá hacerse entre apoyar esta transición y proporcionar exportaciones a las economías de las regiones densamente pobladas en el Cinturón Central y en otras partes, mientras que buscan sus propias soluciones. La tensión entre las necesidades locales y nacionales en el contexto escocés pueden, por lo tanto, destacar en el escenario del Reino Unido y en el europeo.

## Promoción de energías renovables
La creciente preocupación nacional en materia de pico petrolero y el cambio climático han impulsado el tema de la energía renovable en los primeros lugares de la agenda política. Se han creado varios organismos públicos y asociaciones público-privadas para desarrollar el potencial de la energía renovable. El Foro para el Desarrollo de Energías Renovables en Escocia (FREDS, por sus siglas en inglés) es una asociación entre la industria, la academia y el gobierno destinada a permitir que Escocia saque provecho de su fuente de energía renovable. Este Foro es una importante organización intermediaria importante para la industria que organiza los Premios anuales de la Energía Verde. La Comunidad de Energía de Escocia proporciona asesoramiento, fondos y financiamiento para proyectos de energías renovables desarrollados por grupos de la comunidad. El grupo Aberdeen Renewable Energy (AREG) es una asociación público-privada creada para identificar y promover oportunidades de energías renovables para las empresas en el noreste del país. En 2009 AREG formó una alianza con el North Scotland Industries Group para ayudar a promover el norte de Escocia como un “centro internacional de energías renovables”. In 2009 AREG formed an alliance with North Scotland Industries Group to help promote the North of Scotland as an "international renewable energy hub".
La Comisión Forestal participa activamente en la promoción del potencial de biomasa. El grupo Climate Change Business Delivery tiene como objetivo actuar de manera que las empresas compartan las mejores estrategias para abordar el reto del cambio climático. Numerosas universidades juegan un papel importante en el apoyo a la investigación conforme al programa Supergen, incluyendo la investigación de pila de combustible en Universidad de Saint Andrews, las tecnologías marinas en Universidad de Edimburgo, sistemas de energía distribuida en Universidad de Strathclyde y cultivos de biomasa en el Orkney College del Instituto UHI Millennium.
En 2010 los festivales estudiantiles de Freshers organizados por Scotcampus y celebrados Edimburgo y Glasgow fueron alimentados en su totalidad por energías renovables con el objetivo de crear conciencia entre los jóvenes en Escocia.

## Acontecimientos recientes
Nuevos datos aparecen de forma regular y los hitos en 2007-14 incluyen lo siguiente.
En febrero de 2007 la puesta en marcha del parque eólico Braes of Doune tomó la capacidad instalada de energía renovable del Reino Unido de hasta 2 GW. La capacidad total de Escocia en octubre de 2007 fue de 1.13 GW procedente de 760 turbinas y aumentó a 1.3 GW en septiembre de 2008 y a 1.48 GW en agosto de 2009.
También durante 2007 la compañía Scottish and Southern Energy pic en unión con la Universidad de Strathclyde comenzaron la implementación de una 'Zona de Energía Regional' en el archipiélago de las Orcadas. Este esquema innovador (que puede ser el primero de su tipo en el mundo) implica una “gestión de red activa”que hará un mejor uso de la infraestructura existente y permitirá otros 15 MW adicionales producidos sin el patrocinio de una empresa a partir de las energías renovables en la red. La compañía Heat and Power de Westray está involucrada en el desarrollo de un innovador sistema digestor que está siendo probado en la granja (en el parque) Tuquoy. Diseñado por Sam Harcus y Colin Risbridger, es capaz de manejar hasta 1 500 toneladas de materia prima por año. Se le ha pedido a la compañía Scottish yand Southern Energy que proporcione una capacidad de exportación de 40 kWe. El objetivo es ayudar a que la granja llegue a ser alimentada por energía 100% renovable.
En enero de 2008 fue registrado que el profesor Graeme Walker de la Universidad de Abertay está liderando un proyecto destinado a utilizar el grano que el subproducto de la destilación del whisky como biocombustible. En febrero del 2008 fueron anunciados los planes por la Tocardo Tidal Energy Ltd. de Wick. Production para construir un prototipo de planta para producir 10MW de energía de mareas en el estuario de Pentland Firth. El septiembre siguiente, Scottish Power anunció sus planes para dos proyectos de energía de marea en la misma área, pendiente de pruebas exitosas para un prototipo de 6 millones de libras.
En enero del 2009, el gobierno anunció el lanzamiento de un Plan Espacial Marino para localizar el potencial de las costas del estuario de Pentland Firth y las Orcadas y acordaron en tomar parte en un grupo de trabajo examinando opciones para una red en alta mar para concertar proyectos de energía renovable en el Mar del Norte a redes nacionales en tierra. El potencial para este esquema ha sido descrito como algo que actúa como "una batería de 30 GW de energía limpia para Europa".
En julio del 2009, Amigos de la Tierra, la Royal Society for the Protection of Birds, World Development Movement y el Fondo Mundial para la Naturaleza publicaron un estudio llamado "El poder de Escocia renovado". Este estudio declaró que el país podría satisfacer su demanda de energía eléctrica para el 2030 sin requerir instalaciones ni de energía nuclear o de combustibles fósiles.
En abril del 2010, se otorgó el permiso para construir 4 nuevas plantas de energía hidroeléctrica en el Parque nacional Lago Lomond y los Trossachs con un total de 6.7 MW de capacidad.
Sea Energy Renewables Ltd fue comprada por la compañía española Repsol en junio del 2010. Esta acción preparó el camino para la turbina de viento Inch Cape 180 fuera de las costas de Dundee, programada para ser completada en 2018. No se espera que el trabajo empiece hasta el 2015.
En 2013, una encuesta de YouGov concluyó que:

La nueva encuesta de YouGov sobre los renovables escoceses muestra que los escoceses son dos veces más propensos a favorecer la energía eólica sobre energía nuclear o el gas de lutita. Casi 6 de 10 persona en Escocia (62%) dicen que apoyarían proyectos eólicos a gran escala en su área local, más que el doble de las personas que dijeron estarían a favor del gas de lutita (24%), y casi el doble que los de energía nuclear (32%). El poder hidroeléctrico es la fuente de energía más popular para proyectos a gran escala en Escocia, con una abrumadora mayoría (80%) a su favor.

En agosto de 2013, Scottish Hydro Electric Power Distribution conectó una batería de ion de litio de 2MW a la estación de poder de Kirkwall. Esta es la primera batería a gran escala en el Reino Unido conectada a una red de distribución local de electricidad.
En septiembre de ese año, el gobierno escocés otorgó el permiso para comenzar "el proyecto de energía mareomotriz en Europa". MeyGen tiene la intención de instalar una turbina de demostración de 9MW y después un arreglo mareomotriz de 86MW en Pentland Firth, esperando terminar en el 2020.
En julio del 2014, el Crown Estate aprobó 4 nuevos sitios de demostración de energía mareomotriz y unidmotriz en el estuario de Stronsay Firth, en Mull of Galloway, Islay y Harris.

## Resumen del potencial de los recursos renovables en Escocia
| Tecnología          | Capacidad actual (GW) | Capacidad potencial (GW) | Energía potencial (TWh) por año |
| ------------------- | --------------------- | ------------------------ | ------------------------------- |
| Viento en tierra    | 2.7                   | 11.50                    | 45.0                            |
| Viento en alta mar  | 0.19                  | 25.00                    | 82.0                            |
| Olas                | 0.001                 | 14.00                    | 45.7                            |
| Corriente de marea  | 0.001                 | 7.50                     | 33.5                            |
| Hidro               | 1.4                   | 1.63                     | 5.52                            |
| Madera              | 0.04                  | 0.45                     | 1.8                             |
| Biomasa (no madera) |                       | 0.84                     | 6.6                             |
| Biodiésel           |                       | 0.14                     | 1.0                             |
| Gas de vertederos   | 0.061                 | 0.07                     | 0.6                             |
| Geotermal           |                       | 1.50                     | 7.6                             |
| Solar térmica       |                       |                          | 5.8                             |
| Solar fotovoltaica  | 0.00252               |                          |                                 |
| Total               | 2.8                   | 62.63                    | 236.6                           |

Tabla de notas
a. Nota en 'capacidad instalada' y 'energía potencial'. La primera es un estimado del máximo de producción dada una tecnología o una estación de generación individual en un momento determinado. La segunda considera la probable intermitencia de suplemento de energía y es una medida de salida en un tiempo determinado. Por lo que, por ejemplo, turbinas individuales de viento pueden tener un 'factor de capacidad' de entre el 15% y el 45% dependiendo de su ubicación, con un mayor factor de capacidad dado un mayor potencial de energía de salida para una cierta capacidad instalada. La columna de 'energía potencial' es entonces un estimado basado en una variedad de suposiciones incluyendo la capacidad instalada. Aunque 'energía potencial' es en algunos casos un método más útil de comparar la salida actual y el futuro potencial de diferentes tecnologías, utilizarlo requeriría explicaciones tediosas de todos los supuestos involucrados en cada ejemplo, así que los datos de la capacidad instalada son usados generalmente.
b. Notas de tabla y fuentes:
Capacidad total de todas las fuentes en 2006 fue estimado en 10.3 GW y 9.8 GW. Está estimado por RSPB Scotland et al. (febrero de 2006) que la salida de electricidad disminuiría de la total actual de 50 TWh por año a un tercio de este valor para el 2020 debido al desmantelamiento del poder no-renovable existente si no era instalado un nuevo poder. La demanda total de energía en 2006 fue de 177.8 TWh. Electricity makes up 20% of total energy use, but about 15 TWh are exported or lost in transmission.
Todos los datos mostrados arriba provienen de RSPB Scotland et al. (febrero de 2006) a menos de que tengan otra referencia. La fuente principal asume que el almacenamiento energético en red está disponible. Sin esto, el potencial disminuye significativamente hasta cerca de 33 TWh.
Solamente el potencial de marea del estuario Pentland Firth está estimado por enzima de los 10 GW.
Producción potencial de fuentes de energía hidráulica: extrapolada desde 2004, información en
Energía potencial en la biomasa está también estimada en 13.5 TWh
Capacidad geotérmica potencial es estimada a partir de salida potencial.
Micro generación (incluyendo solar) tiene un potencial de producción estimado en un 40% de la demanda de energía eléctrica actual para el 2050 i.e. cerca de 14 TWh. Los datos de arriba asumen 12% para el 2020.
Cuadros en blanco significa que no hay información disponible. En los casos de la capacidad actual de biomasa, biodiésel y energía geotérmica estos debieron haber sido muy pequeños.